# Korps Politie Suriname

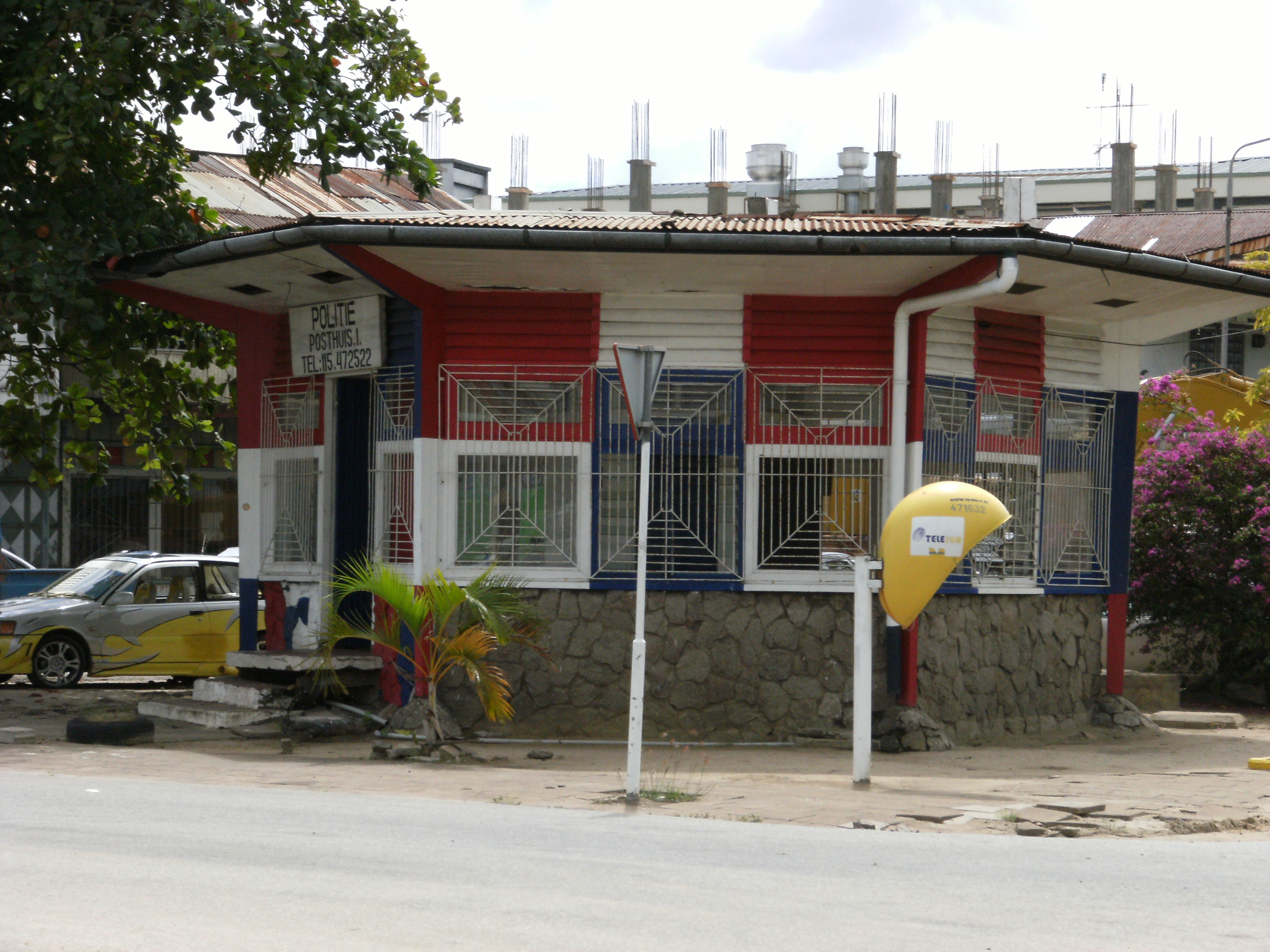
Politiepost in Paramaribo

Het Korps Politie Suriname (KPS) is het politiekorps van de republiek Suriname. Het korps valt onder het gezag van het ministerie van Justitie en Politie. Het heeft de zorg voor het handhaven van rust, orde en veiligheid in de samenleving, spoort strafbare feiten op en houdt toezicht op de naleving van de wet- en regelgeving in Suriname.
Volgens Jan Struijs, de voorzitter van de Nederlandse Politiebond, is er begin 2022 veel onrust in de Surinaamse samenleving en zet dit de slecht uitgeruste Surinaamse politie onder "enorme" druk.

## Organisatie
Organisatorisch is het korps als volgt in te delen:
- Algemene Politie
- Bijzondere Politie
- Militaire Politie

Daarnaast zijn er verschillende brigades, zoals de Narcoticabrigade en, tijdens de coronacrisis, de COVID-19 Brigade.
De opleiding van rekruten vindt onder meer plaats op het Politierecreatieoord Kraka. Dit werd hier aan het begin van de jaren 1960 opgezet.

## Geschiedenis
In 1828 werd het onderscheid ingevoerd tussen plaatselijke en landelijke politie. De plaatselijke politietaken werden uitgevoerd door politieagenten in Paramaribo; de landelijke door militairen. In 1863, het jaar van de afschaffing van de slavernij, werd het Korps Marechaussee opgericht, dat de taken van de landelijke politie overnam. Het bevel over beide politiediensten lag bij de procureur-generaal. Ook ontstond toen een bijstandskorps van BAVP'ers (Bijzondere Agenten Van Politie). Vervolgens kwam daar in 1867 nog het Korps Inlanders bij. In de districten buiten Paramaribo staat de politie onder leiding van de districtscommissarissen (dc's). De politie in Suriname bestond toen uit de volgende onderdelen:
1. Korps Niet Inlanders
2. Korps Inlanders
3. Korps Marechaussee
4. Bijstand van de BAVP'ers

In 1878 werden de korpsen voor inlanders en niet-inlanders samengevoegd tot het Korps Inlandse Politie. De samenwerking tussen deze korpsen was de verantwoordelijkheid van de procureur-generaal. In 1895 werd het landelijke Korps Gewapende Politie opgericht en werden meer vernieuwingen doorgevoerd. Sinds 1935 werden ook militairen beëdigd tot BAVP'er waardoor ze de politie bijstand konden verlenen. In 1954 werd een wet aangenomen die regelt dat het gezag over de politie in oorlogstijd overgedragen wordt aan het militaire gezag. In 1973 werd het Politie Handvest ingevoerd en ontstond de naam Korps Politie Suriname.
Aan het begin van de jaren vijftig werd het Korps Gewapende Politie opgedeeld in vier Centrales:
- Verkeers Centrale
- Centrale Vreemdelingen Dienst
- Centrale Recherche
- Centrale Inlichtingen Dienst